# الکس کارزیس
الکساندر"الکس" کارزیس (به انگلیسی: Alex Karzis) یک بازیگر ، خواننده ، صداپیشه و نوازنده اهل کانادا است.
از فیلم‌ها و برنامه‌های تلویزیونی که او در آن ایفای نقش کرده‌است میتوان به ضربه مستقیم ، چگونه یک پسر بهتر بسازیم ، جریمه ، شیادها  اشاره کرد. وی همچنین در بازی داینو کرایسیس به صداپیشگی پرداخته است.

## بیوگرافی
- الکساندر کارزیس دارای تبار یونانی است و ریشه در پلوپونز و جزایر یونانی هیدرا و کرت دارد.
- پسر او دارای مدرک درجه دو در رشته موسیقی و فیزیک است.
- در طول ۵ سال گذشته، کارزیس ، نقاشی‌هایی با آکریلیک و روغن بر بوم‌هایی با انواع اندازه‌ها کشیده است.گرایش او بیشتر بر روی فرم‌های کلاسیک و چکیده‌ای رئالیسم می‌باشد.
- کارزیس در حال حاضر بر روی مجموعه جدیدی از آهنگ ها، تصاویر و اشعار کار می‌کند که به زودی آماده خواهد شد.